# Marais maritime
- Marais maritimes de la Frise ;
- Sansouire de Camargue ;
- Schorre et chenal de la Baie du mont Saint-Michel ;
- Bayou de l'Arkansas ;
- Marais salant de l'île de Ré ;
- Marais maritime transformé en marais salants dans la baie de San Francisco, Redwood City (des micro-organismes donnent les variations de couleur, lorsque toute l'eau est évaporée, la saline est blanche).

Les marais maritimes, marais littoraux ou marais salés sont des terres basses de faible pente soumises au rythme des marées. Ils sont en général créés par accumulation de vase (limons et argiles) dans des zones de faible courant, peu soumises à l'érosion du littoral qui se concentre au niveau des chenaux de marée. La végétation les couvrant varie selon la latitude : herbacée en zones tempérées et froides, forestière en zone chaude (mangroves et tannes). Cependant, certains auteurs restreignent la définition aux seuls marais comportant une végétation herbacée,.
Les prés salés forment la frange haute des marais maritimes, dans la partie de l'estran qui relie le haut de l'étage médiolittoral au bas de l'étage supralittoral.
Il existe également des marais salés à l’intérieur des terres où les sols sont gorgés de sel en raison de la forte évaporation (voir salar, sebkha, etc.) ou des roches du terrain (gisements de sels affleurants).

## Origine et évolution naturelle
Les marais maritimes actuels se mettent en place après la transgression flandrienne (Holocène). Ils sont soumis à un équilibre fragile, dépendant des variations du niveau de la mer et d'ondes de tempête fortes et récurrentes. Les dynamiques de la néotectonique et des variations climatiques sont donc concernées.

### Géomorphologie

Mouvement de la marée dans un marais littoral (source : NOAA)

Sur le plan sédimentologique et géomorphologique, les secteurs d'accumulation de sédiments les plus importants sont les estuaires (milieux mixtes entre cours d'eau et mer) et les deltas, certains golfes et anses abrités, zones humides en arrière d'un cordon littoral, rives lagunaires, etc.
Les marais maritimes sont liés à :
- le rythme et l'action des marées,
- une position d'abri face aux houles,
- une faible profondeur d'eau,
- un relief littoral de faible énergie,
- une sédimentation fine abondante (limon, argile),
- des variations de niveau marin et une tectonique faibles.

Les marais maritimes des littoraux tempérés présentent un profil transversal comportant deux niveaux :
- la vasière ou la slikke, partie inférieure de l'estran pratiquement dépourvue de végétation. Le terme vient d'un mot néerlandais signifiant boue ou vase,
- le schorre, partie supérieure de l'estran couverte de végétation et incisée par de nombreux chenaux.

Les marais maritimes sont très dépendants des courants de marée. Plus l'amplitude des marées est forte, et donc l'espace intertidal important, plus ceux-ci sont développés, et inversement comme en Méditerranée. Les conditions idéales pour leur formation sont un emplacement protégé de la forte houle, de faible profondeur, et une importante quantité de sédiments fins en suspension dans les eaux côtières.
Les marais maritimes sont situés parmi des reliefs différents en fonction de leurs paramètres physiques et géomorphologiques. On trouve notamment ces marais aux bords des chenaux inondés par la mer comme les bras des deltas, les estuaires, les rias et les fjords (à condition que le relief ne sont pas trop énergique et que la néotectonique soit peu active) et sur les rives des lagunes. Les marais deltaïques sont associés à de nombreux grands fleuves, dont ceux du Sud de l’Europe, comme en Camargue dans le delta du Rhône ou le delta de l'Èbre. Ils sont également très vastes au sein des chenaux du delta du Mississippi,.

#### Fonctionnement hydrologique
La pente générale du marais n'est pas toujours vers la mer, ce qui facilite le drainage. Il peut arriver que les parties internes des marais, plus basses, présentent un drainage difficile. Des tourbières, des bas marais ou des landes tourbeuses peuvent alors s'y installer (Cf. l'opposition entre marais noir et marais blanc du marais de Dol, en Bretagne et les Wateringues en Flandre).
De faibles reliefs d'origines naturelles (anciens cordons littoraux par exemple) ou anthropiques (digues, tertres) jouent un rôle dans le drainage.

#### Lagunes et cordons littoraux
Les lagunes et les marais maritimes sont souvent séparés de la mer par des cordons littoraux, dont le lido de Venise.
Ils sont aussi présents au niveau d'entailles en cul-de-sac dans le rivage, et d'anses marines. Enfin, on en trouve aussi au niveau des baies ouvertes possédant un relèvement progressif des fonds, par exemple la baie de Morecambe et Portsmouth en Angleterre et la baie de Fundy en Amérique du Nord.
- En France, les cordons littoraux sont nombreux le long de la côte languedocienne, par exemple l'étang de Thau ou de la côte sud de la Bretagne, par exemple la Mer Blanche entre Fouesnant et Bénodet.
- La mer des Wadden (îles de la Frise)
- Les côtes de Nouvelle-Zélande sont riches en milieu divers et en particulier en marais maritimes encore naturels. Ces marais maritimes se forment dans les estuaires, dans les zones de faible houle et de sédimentation élevée[6]. Ces marais sont principalement situés dans le parc régional Awhitu à Auckland, l'estuaire du Manawatu et l’estuaire du Avon-Heathcote (en) à Christchurch[6]. On rencontre également de vastes marais maritimes au niveau de chapelet d'îles-barrières et de cordons littoraux à l'abri du vent[2], lesquels sont sensibles à la refonte des barrières et cordons situés en avant desquels ils ont été formés[4].

Les sites néo-zélandais classés au titre de la Convention Ramsar et comportant des marais salés ou des mangroves :
- - Awarua Wetland, île du Sud, site Ramsar en 1976, env. 20 000 ha (46° 34′ S, 168° 32′ E),
  - Farewell Spit, île du Sud, site Ramsar en 1976, 11 388 ha (40° 32′ S, 172° 50′ E),
  - Firth of Thames (estuaire de la Thames), île du Nord, site Ramsar en 1976, env. 7 800 ha en partie en mangrove (37° 13′ S, 175° 23′ E),
  - Manawatu river mouth and estuary, île du Nord, site Ramsar en 2005, env. 200 ha (40° 29′ S, 175° 14′ E).
- La côte Est des États-Unis.

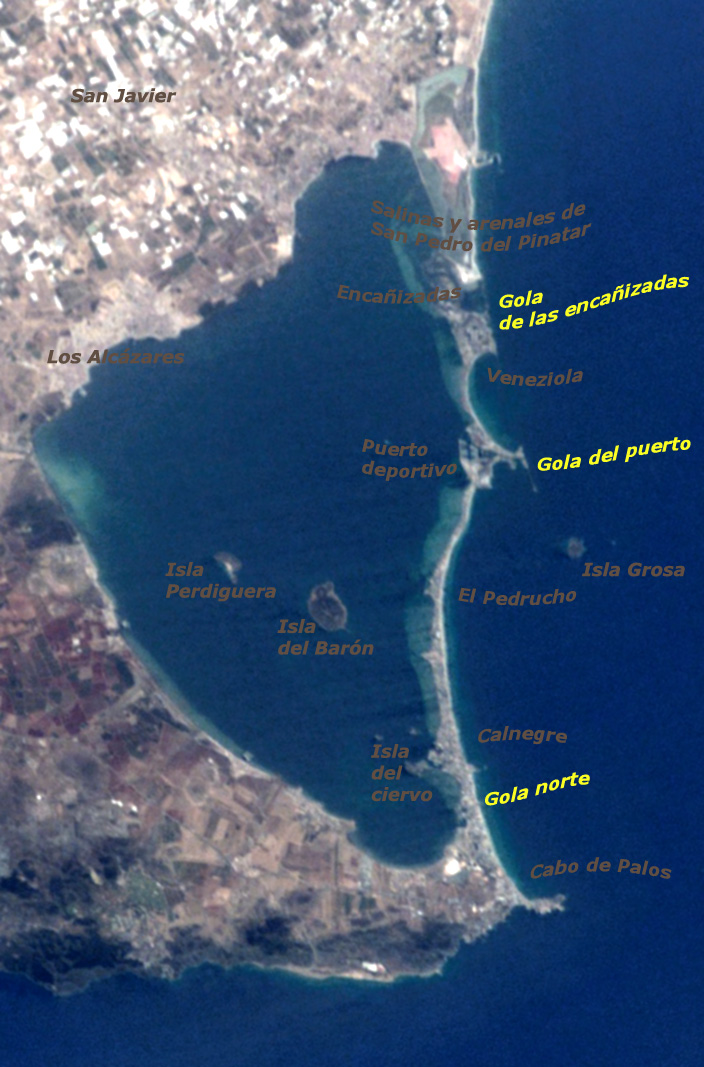
Cordon littoral, lagune et marais de la Manga (Mar Menor), en Espagne
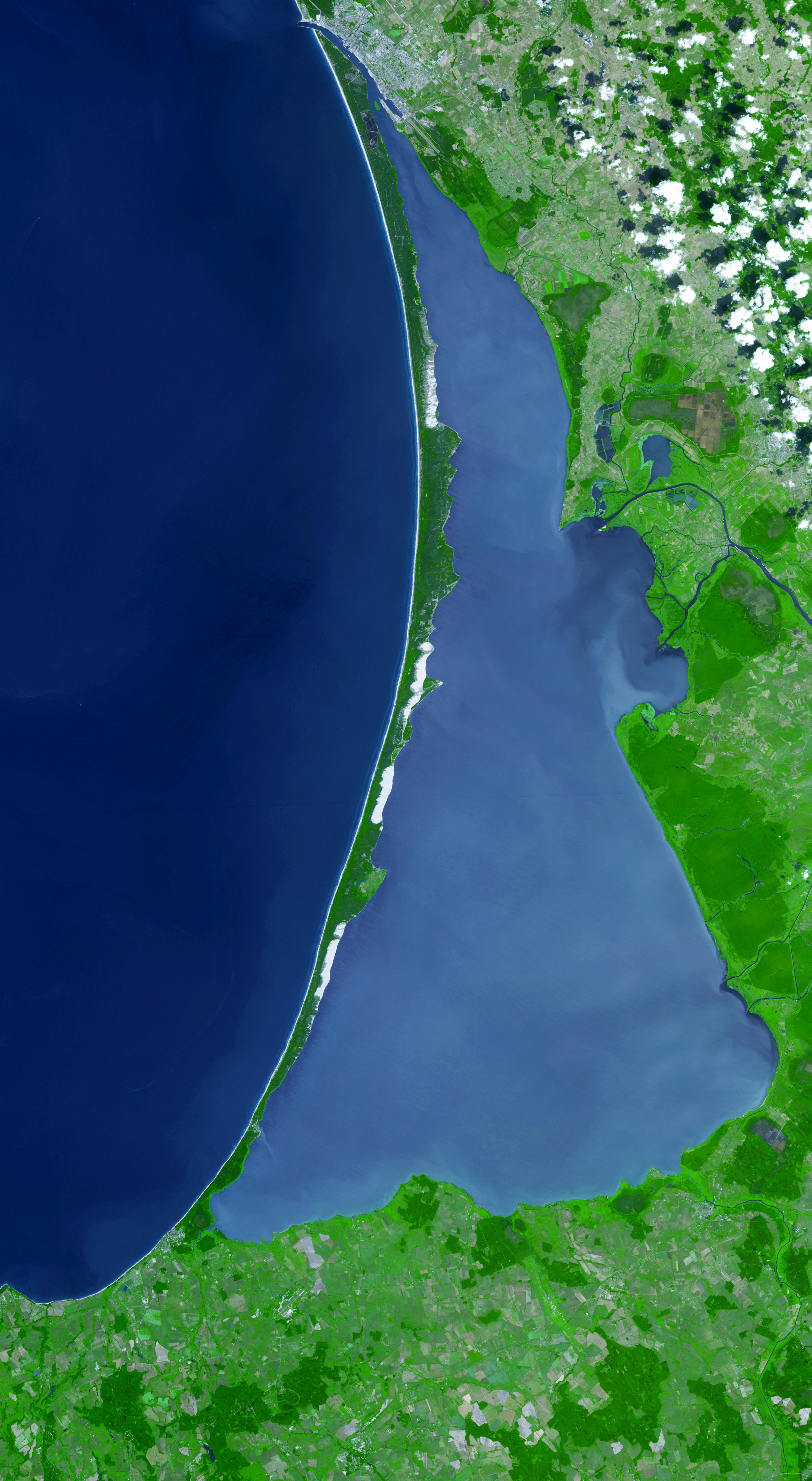
Cordon littoral, lagune et marais de l'isthme de Courlande, en Lituanie et Russie
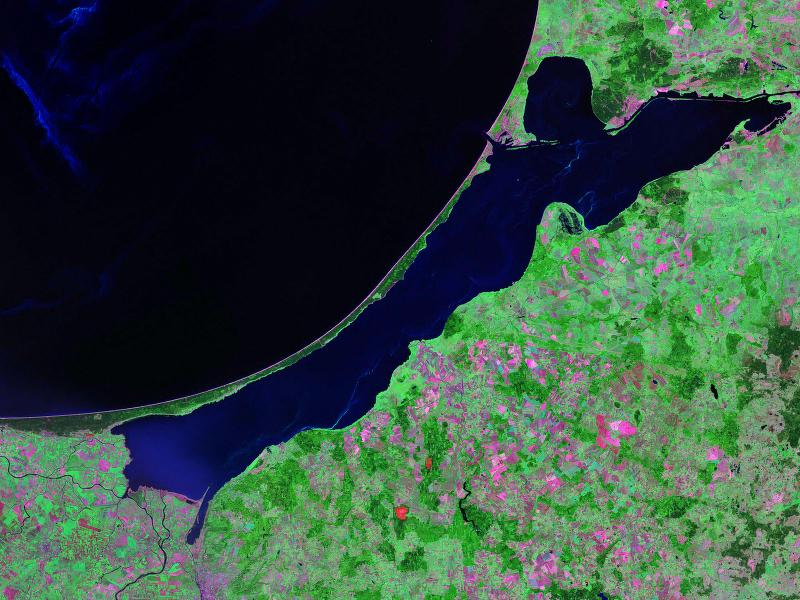
Cordon littoral, lagune et marais de la Vistule (Mierzeja Wiślana), en Pologne et Russie
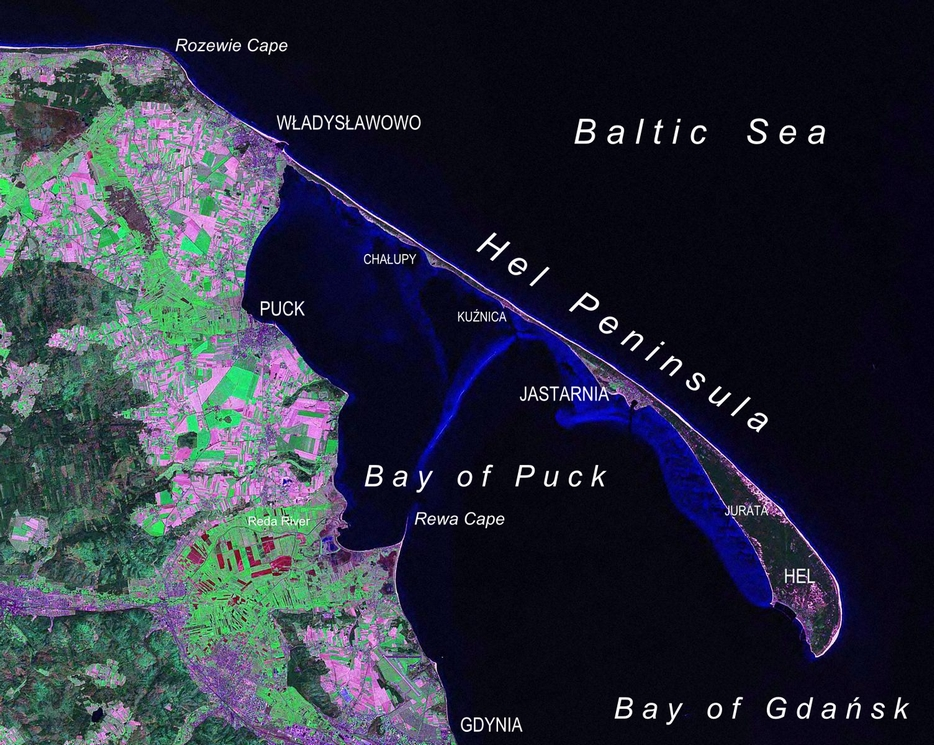
Cordon et marais de la péninsule de Hel dans la baie de Puck, en Poméranie
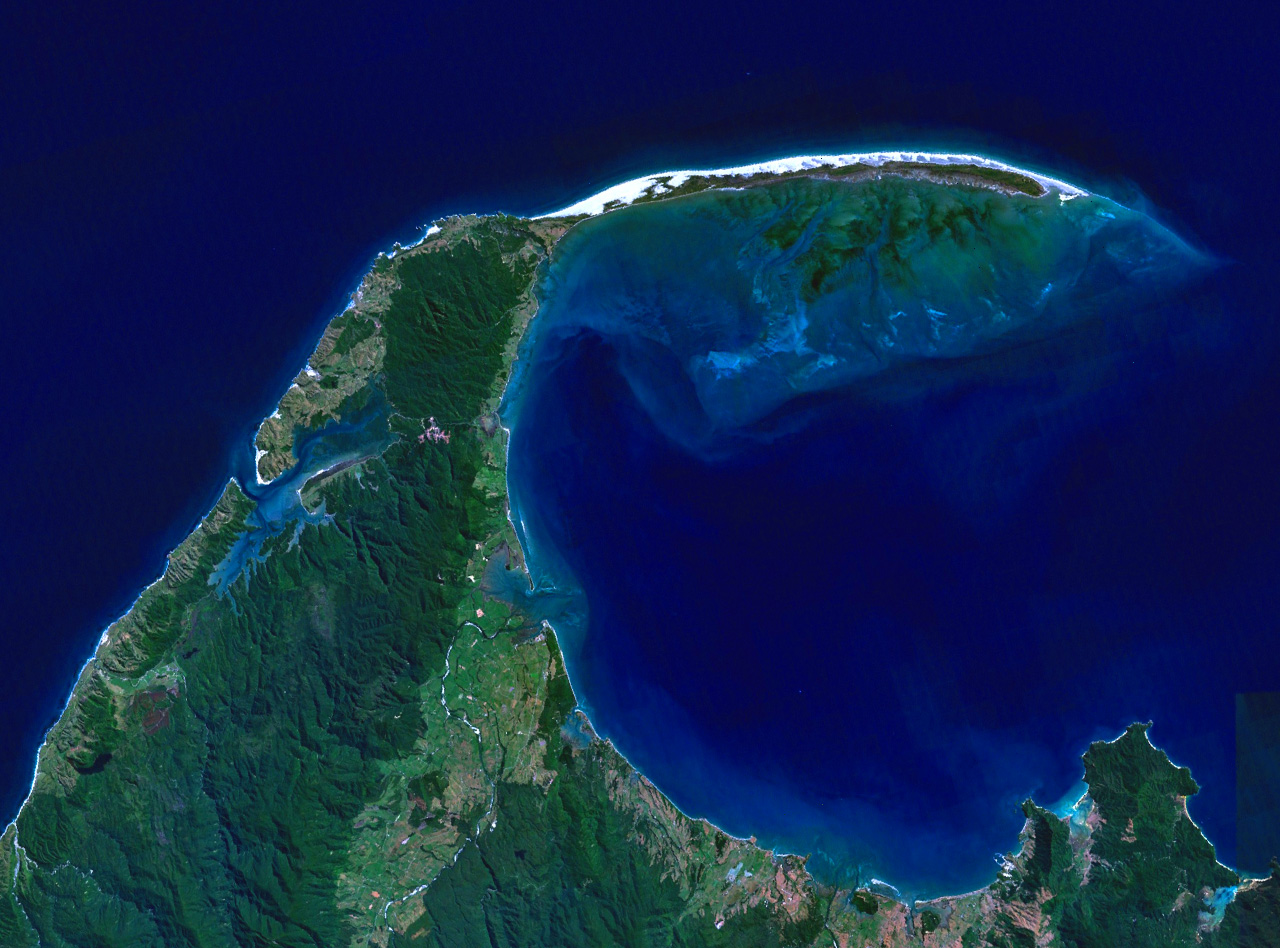
La flèche littoral et les marais de Farewell Spit dans île du Sud de Nouvelle-Zélande
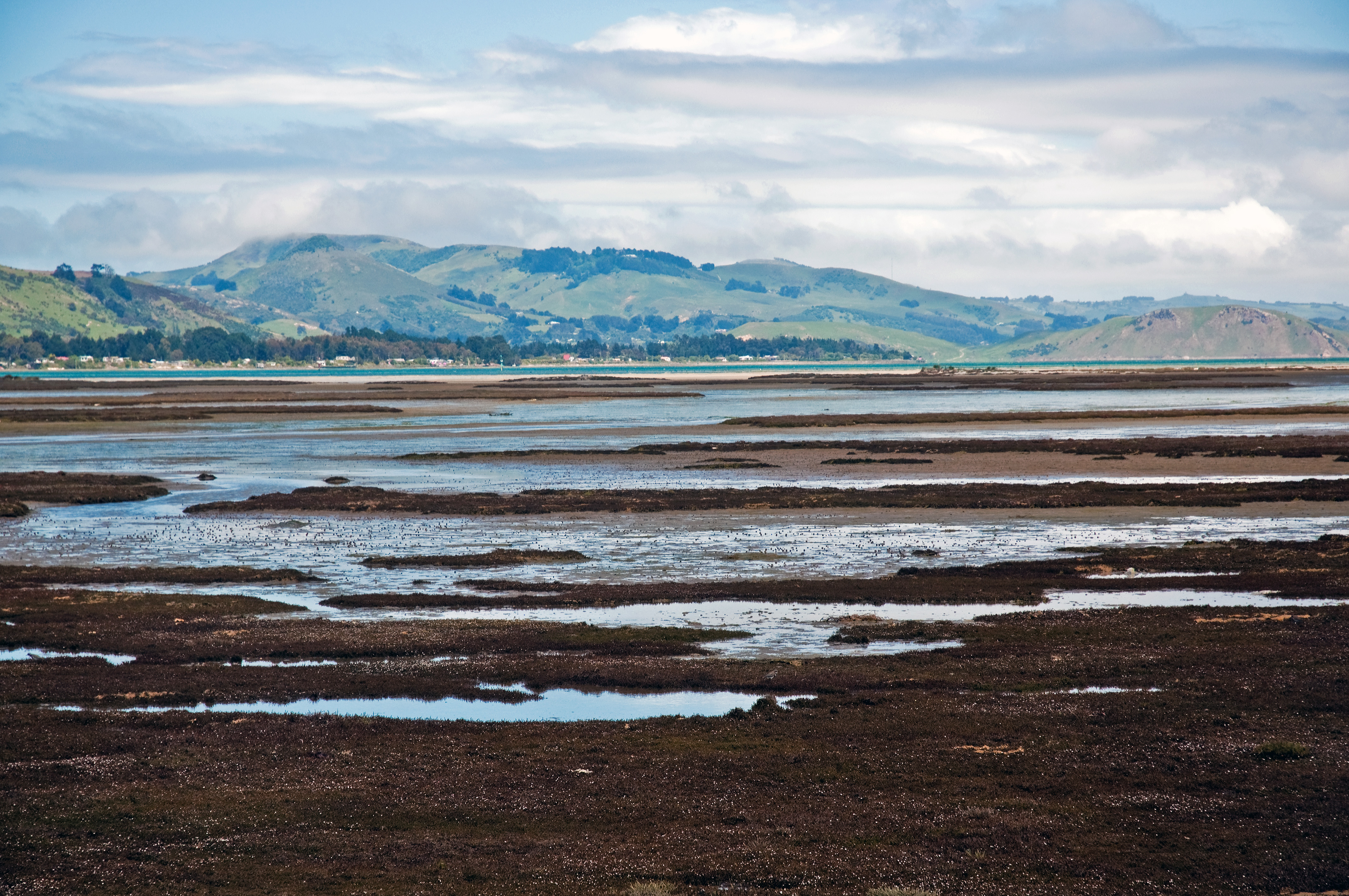
Marais d'Aramoana, en Otago (Nouvelle-Zélande)
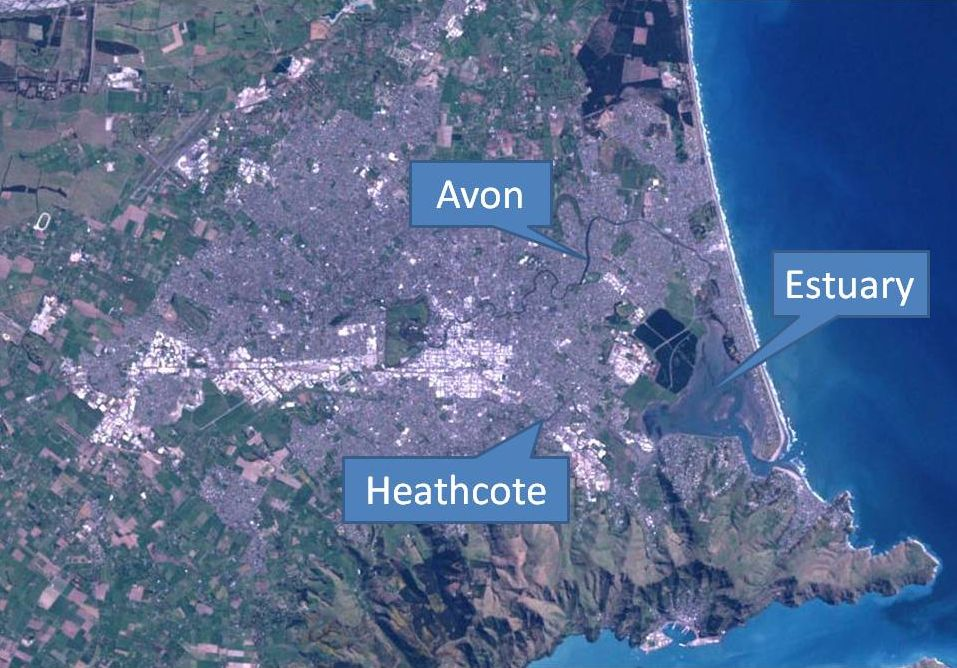
Estuaire de l'Avon et de l'Heathcote à Christchurch, en Nouvelle-Zélande
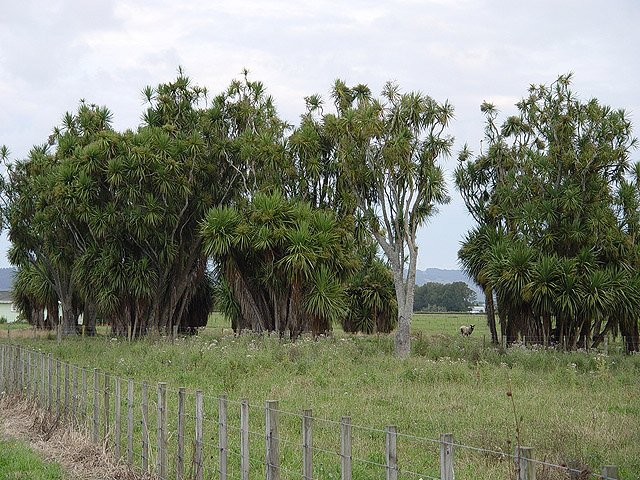
Marais à Coryline (Ti, Cordyline australis) de Rangitaiki Plains, en Baie de l'Abondance (Nouvelle-Zélande)

#### Marais salés, mangroves et séquestration de carbone
Une étude basée sur 154 sites de mangroves et marais salés des côtes ouest et est de l'Atlantique et du Pacifique, ainsi que dans l'océan Indien, l'océan méditerranéen et du golfe du Mexique (latitudes allant de 22,4 ° S dans l'océan Indien à 55,5 ° N dans l'Atlantique Nord-Est) a montré que :
- le sédiment des mangroves contient en moyenne 0,055 ± 0,004 g cm-3 de carbone, ce qui est significativement plus que la moyenne pour les marais salés (0,039 ± 0,003 g cm-3)[8].
- Le taux de carbone du sol de mangroves et de marais à Spartina patens diminue avec l’augmentation de la température annuelle moyenne (sans doute car les taux de décomposition de la MO s’élèvent avec la température)[8].
- la séquestration du carbone est finalement comparable entre mangroves et marais salants[8].
- C’est la quantité de MO accumulée et le taux d’accumulation de sédiments dans les marais qui est le principal facteur de séquestration de carbone, masquant toute relation avec les paramètres climatiques[8].
- bien que ces zones émettent aussi du CO2 et du méthane (en quantité longtemps sous-estimée), à l'échelle mondiale la totalité des zones humides stockent néanmoins plus de 44,6 Tg C an − 1 et sans doute bien plus car les bilans carbone manquent pour les marais salés de Chine et sud-américains[8].
- les puits de carbone des zones humides d'eau douce ont été bien étudiés (tourbières nordiques notamment) mais le rôle des marais salants et des mangroves a été sous-estimé : selon Chmura & al (2003), ils dégagent des quantités négligeables de gaz à effet de serre et stockent plus de carbone par unité de surface que les zones humides d’eau douce[8].

#### Élévation du niveau marin
Selon les rythmes de la remontée du niveau marin et de l'alimentation sédimentaire, les schorres disparaîtront si la montée des eaux marines l'emporte sur la sédimentation.

### Écologie des marais
Les vasières et marais littoraux constituent des écosystèmes très riches sur le plan biologique. Le rythme des marées, les fluctuations de l'immersion et de la salinité, l'envasement créent des conditions de vie particulières (espèces halophiles).
Le réseau trophique est vaste. L'apport important de matière organique assure une nourriture abondante ainsi les densités individuelles sont considérables notamment pour les mollusques, les vers et les crustacés. De nombreux prédateurs (oiseaux à marée basse et poissons à marée haute) profitent de la richesse du milieu.
La pêche côtière et la pêche à pied y jouent un rôle considérable pour les populations locales.
Les grandes fluctuations de la salinité constitue un facteur écologique majeur de la répartition des organismes du marais et se traduit par une sélection importante des espèces animales et végétales. Les espèces strictement estuariennes (organismes euryhalins : tolérant de grandes variations de la salinité) sont relativement peu nombreuses mais présentent en densités considérables. L'influence de la salinité sur les êtres vivants est liée au phénomène d'osmose qui induit différentes adaptations physiologiques et anatomiques comme :
- la réduction des feuilles (limitation des pertes d'eau), l'accumulation d'eau dans les tissus (feuilles charnues) et l'exsudation de sel (tamarix, statices, palétuviers),
- des mécanismes d'osmorégulation, selon l'absorption plus ou moins active de sels ou de leur rejet par l'urine en particulier[10].

### Types de marais maritimes
Les grands types de marais littoraux peuvent se classer en fonction de la latitude (et du climat) ou de l'usage mais également en fonction du degré de salinité. Une typologie propose un classement en marais doux, salés et endigués (marais saumâtres, salés, salants et polders) et côtiers (près salés, schorre, slikke). Ces milieux représentent quelque 13 % de la superficie des biotopes côtiers.
Les écosystèmes et les paysages ont considérablement évolué en fonction des usages : pisciculture, ostréiculture, conchyliculture, pénéiculture, élevage extensif de bovins et ovins, chasse, fauche, etc.

### En régions tempérées

#### Slikke
La slikke est un terme d'origine néerlandaise désignant la partie basse des marais qui est inondée à chaque marée haute.

#### Schorre
Le shorre est un terme d'origine néerlandaise désignant la partie haute des marais qui n'est inondée que lors des grandes marées. Elle est occupée par de la végétation halophile.

### En régions froides

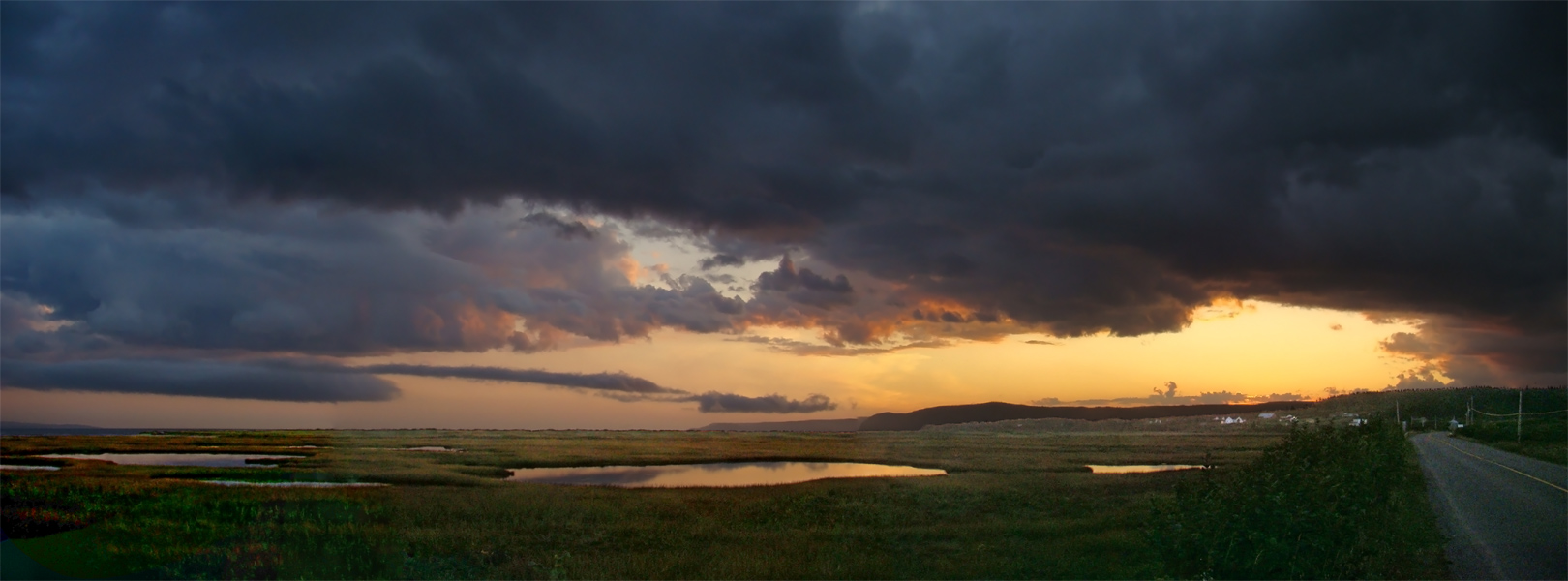
Marais maritimes au crépuscule le long de la Route Littorale Fundy 915 dans la Baie de Fundy, Nouveau-Brunswick, Canada

Il s'agit des marais maritimes se trouvant le long de côtes gelées pendant au moins plusieurs mois de l'année. On en trouve entre autres au Canada au niveau de la baie de Fundy, de l'estuaire du Saint-Laurent, de la baie d'Ungava, de la baie James ou encore du Sud de la Terre de Baffin, ainsi qu'en Russie, par exemple dans la baie de Mezen. En ce qui concerne les régions froides de l'hémisphère Sud, les marais maritimes et les lagunes pouvant les abriter sont bien plus rares, du fait de la forte houle rendant les côtes des îles subantarctiques très escarpées. De façon similaire au marais des régions tempérées, il y a un schorre et une slikke composés de sédiments fins (voir ci-dessus). Cependant, l'érosion et la sédimentation habituelles se trouvent fortement influencées par les phénomènes de gel et de dégel, notamment par le biais des plaques de glaces présentes au moment de la fonte.
Dans le schorre, la sédimentation apparaît sous la forme de blocs rocheux plus moins gros éparpillés ayant été libérés par les radeaux de glaces lors de leur fonte à marée haute ainsi que des amas épars d'épaisseur variable recouvrant les plantes, composés de sables et de petits galets. L'érosion prend la forme de petites cuvettes nommées marelles au Canada lorsque des plaques de végétation ont été arrachées par la glace lors de la rupture de la glace du marais et celle de sillons allant jusqu'à plusieurs mètres présentant des bourrelets sur les côtés et creusés par des rochers incrustées dans les plaques de glaces.

### Aux basses latitudes
La particularité de certains marais maritimes tropicaux est de porter une végétation ligneuse appelée mangrove, constituée essentiellement par des palétuviers. Comme la mangrove colonise, à des degrés divers, l'espace entre la basse slikke et la terre ferme, les marais maritimes tropicaux sont appelés marais à mangrove en raison de la présence de cette formation ligneuse littorale. Tous les littoraux tropicaux ne portent pas de mangrove, en particulier lorsque les côtes sont soumises à des upwellings (remontée d'eau froide des profondeurs) ou des courants trop forts (Namibie, Chili, etc.).
Aux latitudes subtropicales (golfe du Mexique, archipel des Bermudes, mer Rouge, Okinawa, Nouvelle-Zélande dans la région d'Auckland), on observe parfois des mangroves. Les températures les plus basses sont un facteur limitant qui influe surtout sur le nombre d'espèces, réduit.
Dès que le climat tropical laisse apparaître une saison sèche bien marquée, les étendues situées en arrière de la mangrove dans la partie supérieure de l'estran, uniquement inondées lors des vives-eaux et des marées exceptionnelles, voient disparaître la mangrove au profit d'ensembles appelés tannes, ou apicum au Brésil. Aux tannes vifs dont la surface est nue s'opposent des tannes herbeux ou herbacés couverts d'halophytes suffrutescents. Ces tannes sont affectés à de nombreux usages.

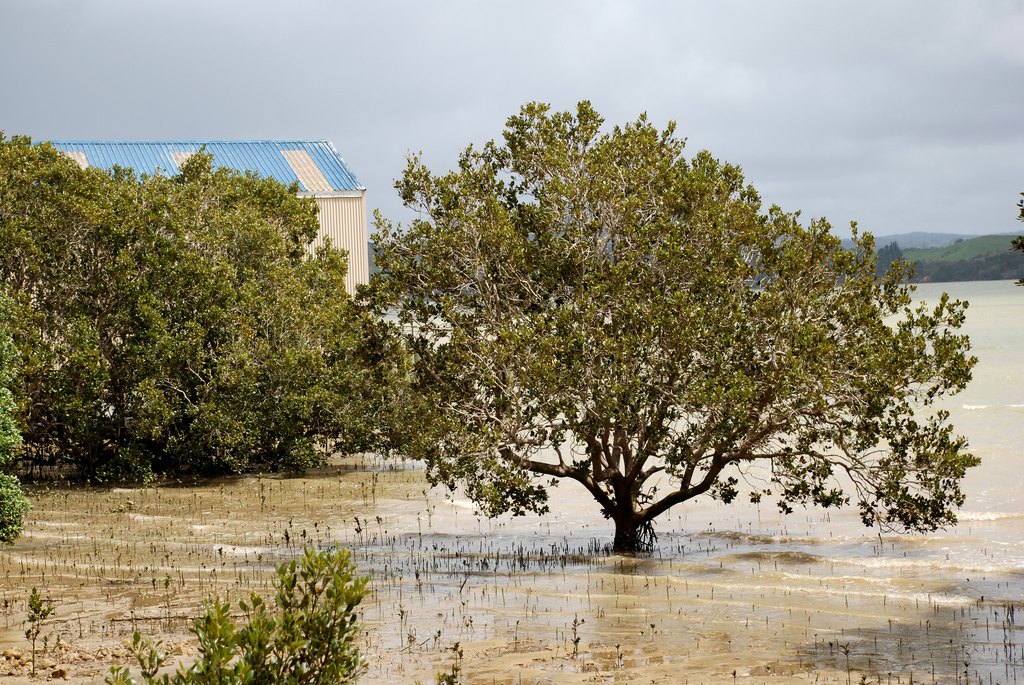
Mangroves à Whangaroa, en Nouvelle-Zélande
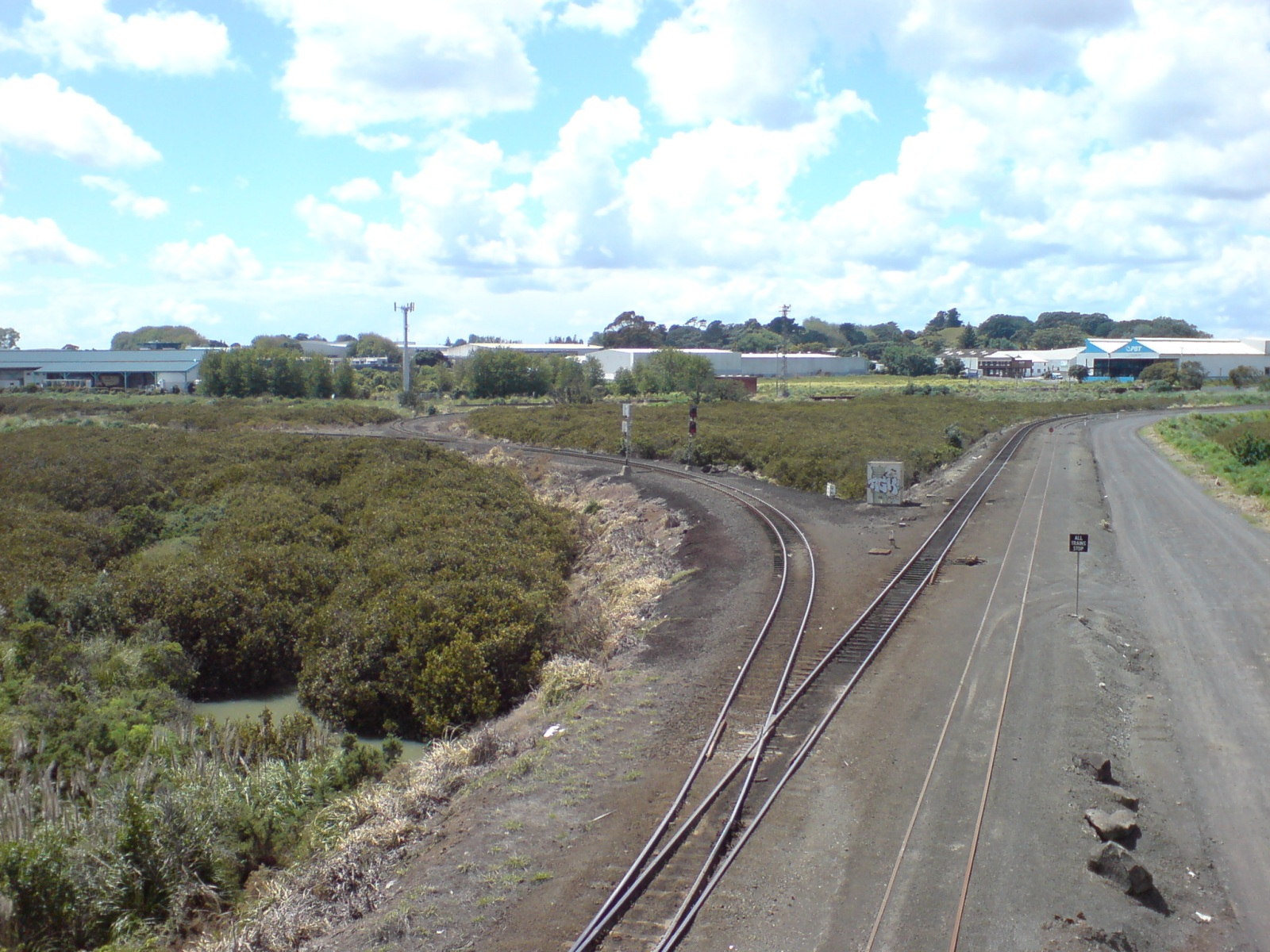
Rails dans la mangrove à Southdown, à Auckland City, en Nouvelle-Zélande
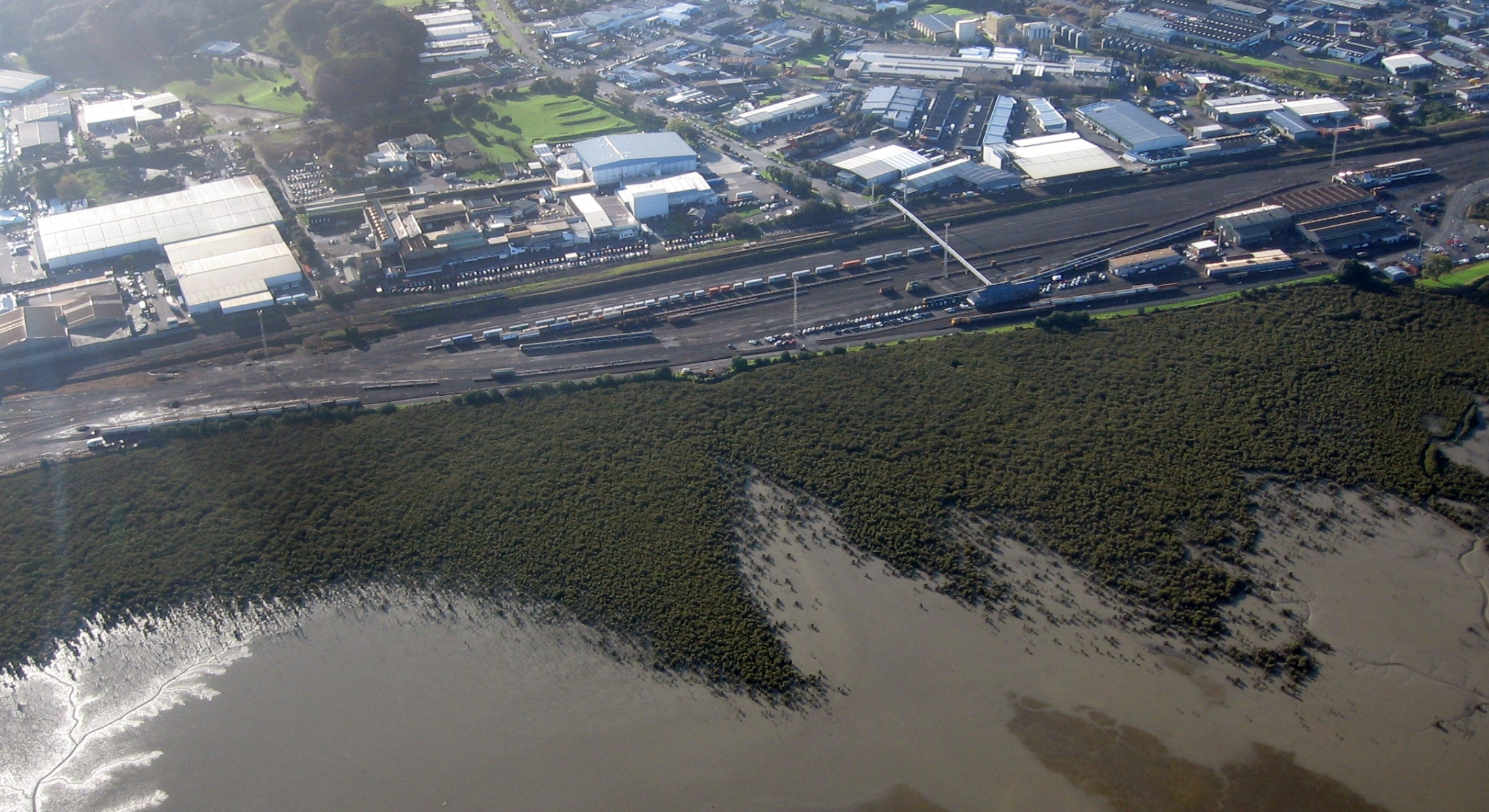
Mangrove et Westfield Train Station, à Westfield, à Auckland
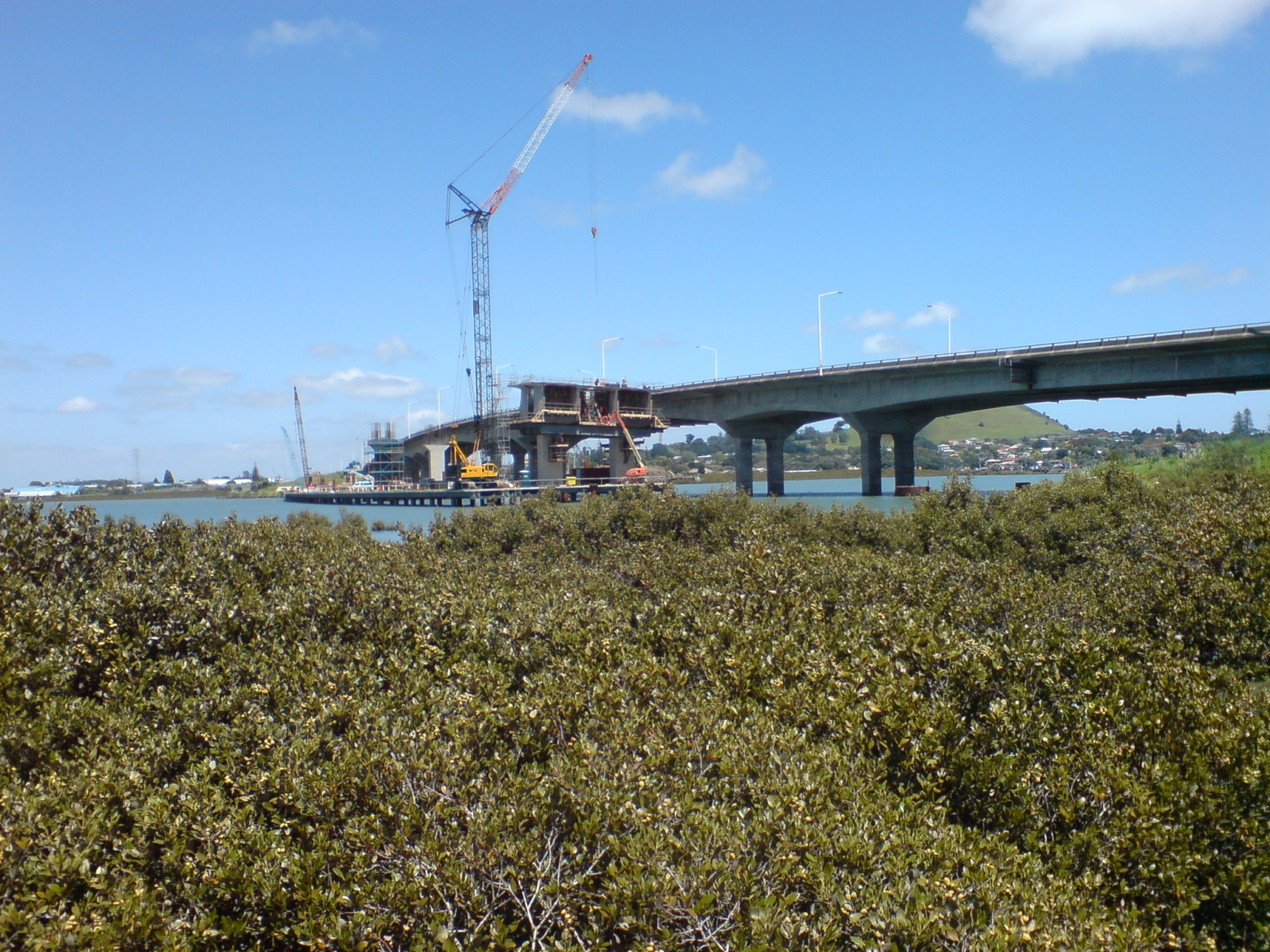
Mangere Bridge implanté dans la mangrove à Auckland

## Menaces et restaurations

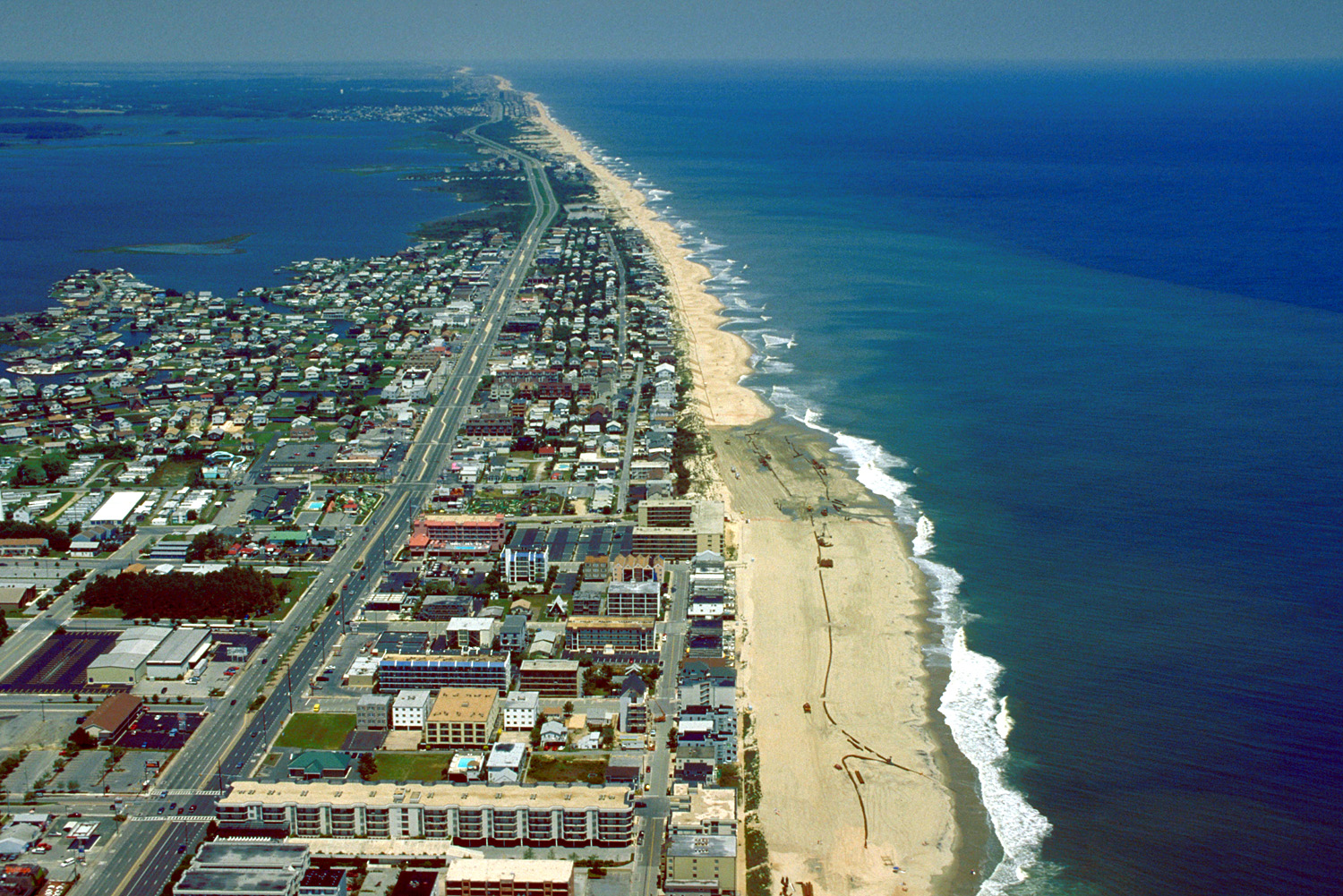
Urbanisation du cordon littoral et des marais d'Ocean City, Maryland

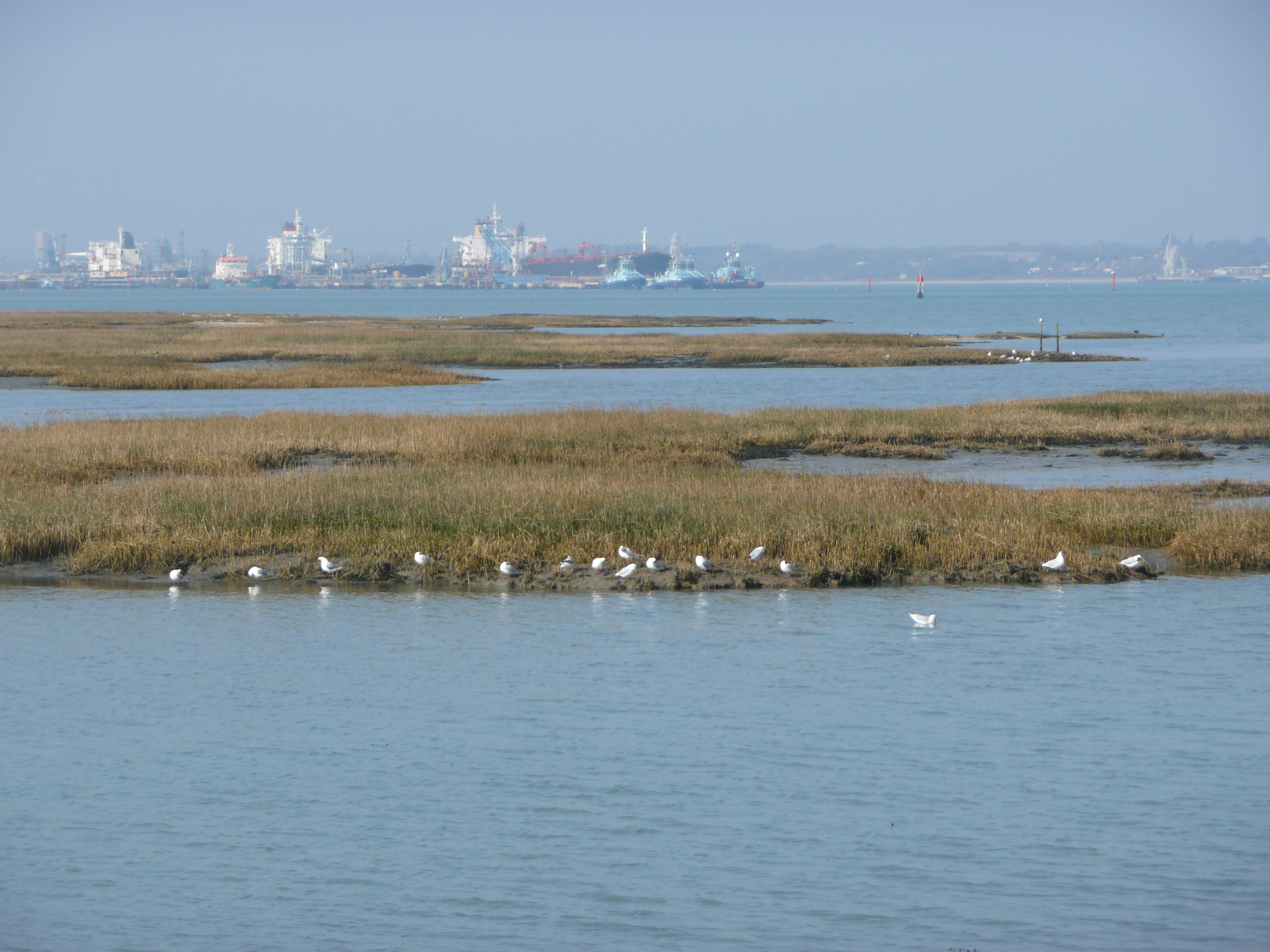
Marais salés proches de la raffinerie de Fawley, Calshot Spit, Hampshire, Angleterre

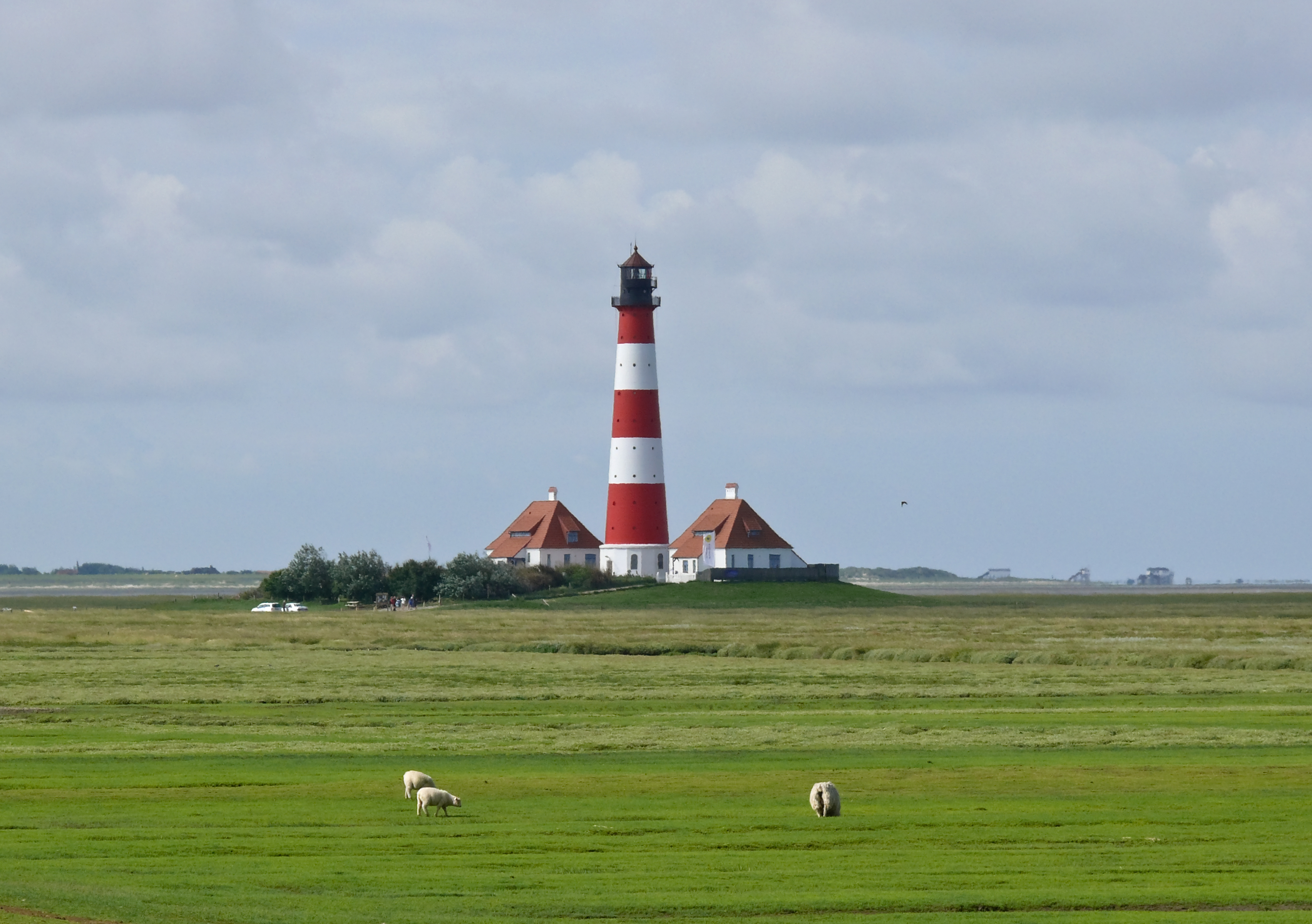
Phare de Westerheversand dominant les prés salés, Schleswig-Holstein, Allemagne

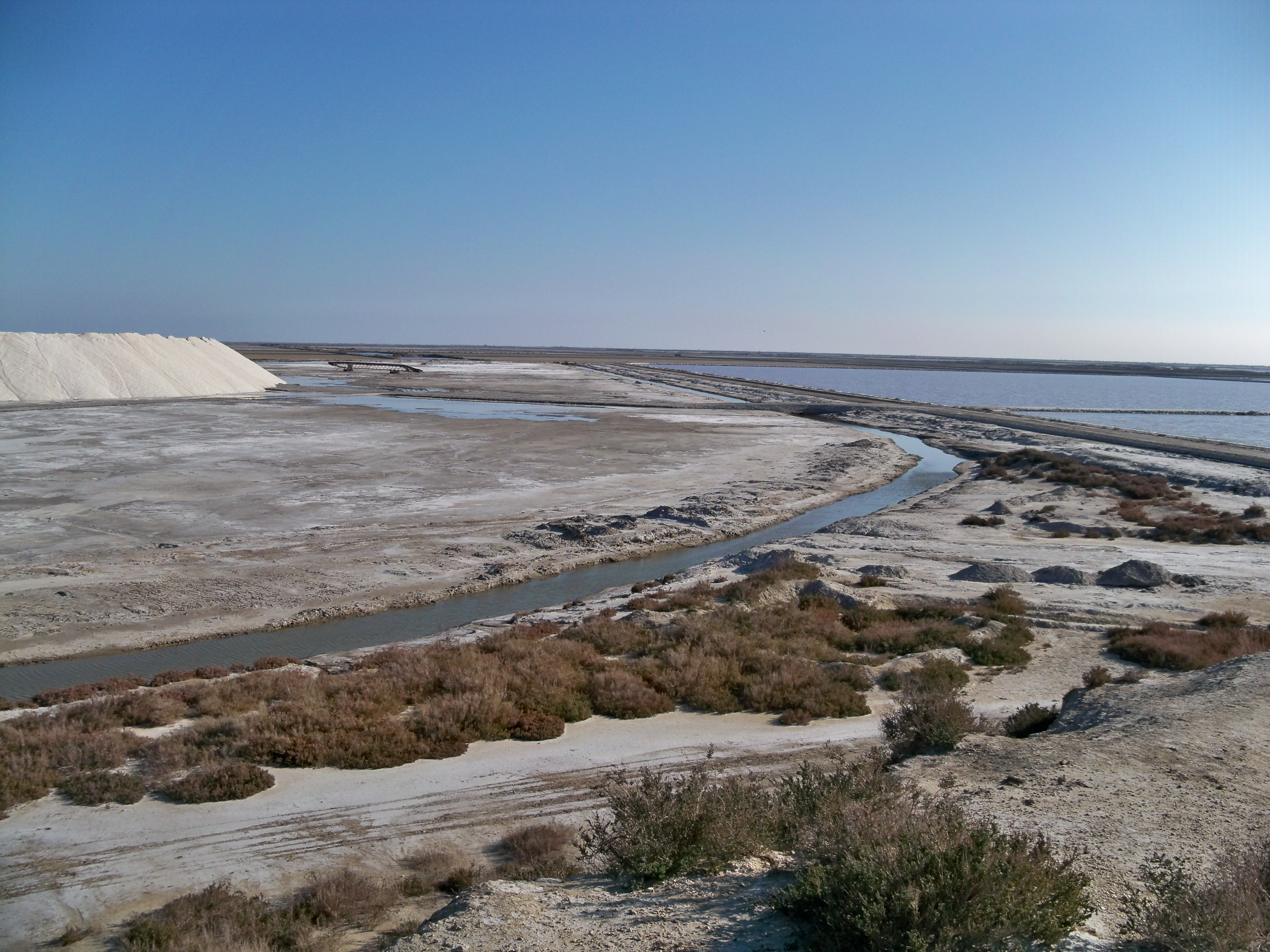
Salins du Midi au Salin-de-Giraud, Bouches-du-Rhône

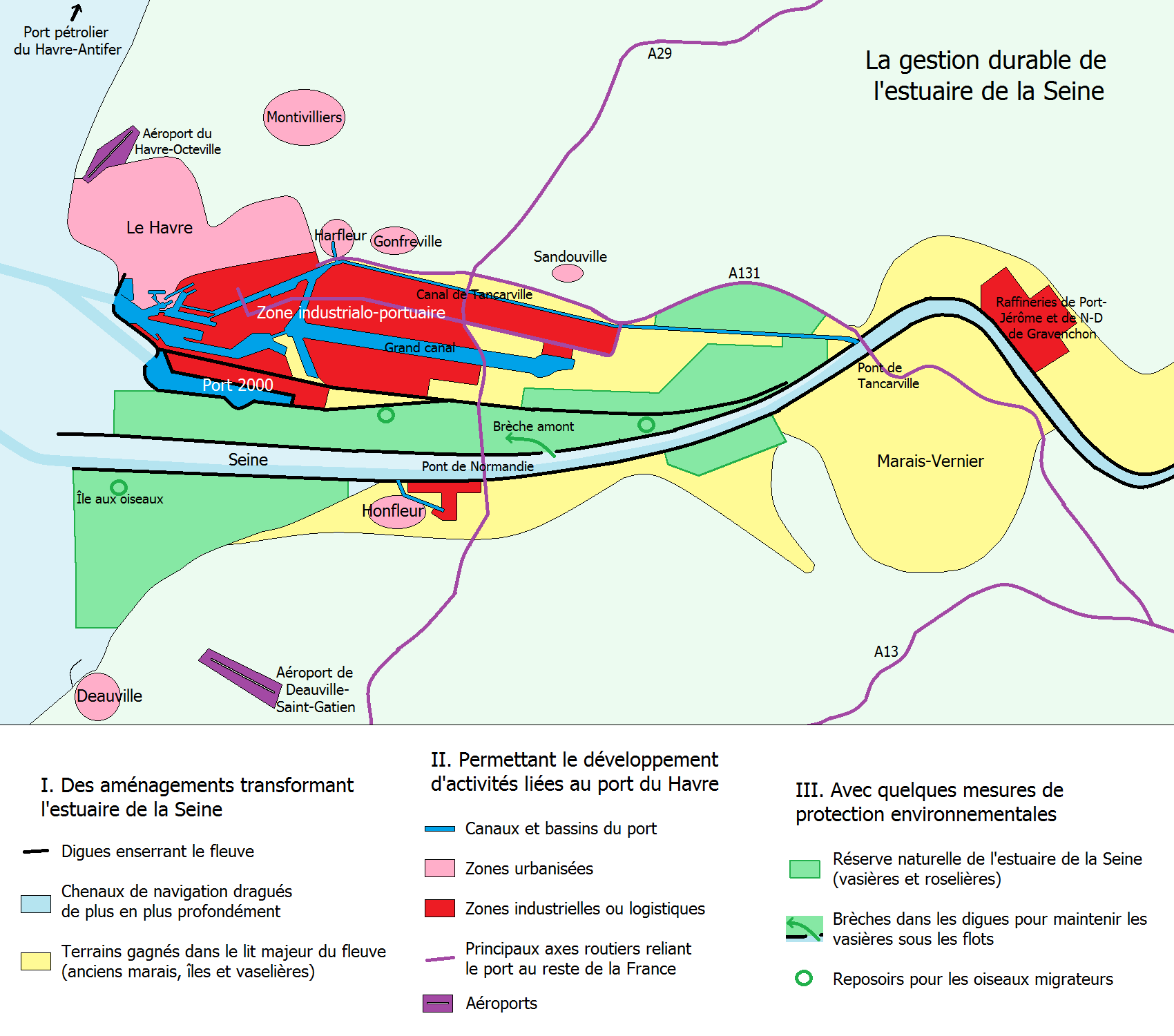
Urbanisation de l'estuaire de la Seine au détriment des marais et vasières côtières

### Expansion urbaine
La particularité des régions de marais est de plus en plus que l’action humaine en est l'agent majeur. L'expansion des zones urbaines transforme les milieux côtiers. Les zones humides côtières (mangroves, marais arrière-littoraux) soumises au balancement des marées sont particulièrement menacées par l'urbanisation. Drainage et remblai des marais ou voire extension sur des remblais en mer participent à la destruction de ces habitats.
Au cours du XXe siècle, les modifications des marais maritimes, des estuaires etc. ont été intenses, ils ont subi la multiplication des endiguements, des remblaiements et des barrages et l’intensification du drainage et des dragages. Progressivement, l’aménagement cède le pas à la restauration de ces milieux fragiles et s'ouvre à une gestion où les acteurs sont nombreux et, tournée vers le développement soutenable (cf. en France par exemple, Natura 2000, les premières dépoldérisations, le rétablissement du caractère maritime du Mont-Saint-Michel, les compensation des grands aménagements portuaires, de la Loi littoral et les syndicats mixtes de gestion des marais).
La façade atlantique française compte encore quelque 27 000 ha de marais salés endigués. Au cours des millénaires, ces marais ont été façonnés par les hommes et ont produit sel et coquillages. L'utilisation de ces terres salées a initialement été fondée sur l'intérêt de territoires desservis par les eaux marines côtières. Après l'apogée de la phase de production salicole, aux XIXe et XXe siècles, de nombreux propriétaires et exploitants ont converti une part des salines en marais à poissons. Cette activité s'est ralentie après la Seconde Guerre mondiale et quelque 20 000 ha de marais ont été aménagés en gestion en eau douce à des fins de production agricole dans les années 1950-1960. Les espaces restés en gestion en eau salée font actuellement l'objet d'un lent abandon de l'usage et de l'entretien liés à une dégradation de l'écosystème, d'un effondrement de la productivité et de la biodiversité animale et végétale, de conflits d'usage entre activités traditionnelles, aquaculture intensive, agriculture, tourisme, aménagement du littoral, etc..
Entre 1970 et 1985, la superficie de la ville de Dubai passait de 18 à 110 km2 en grande partie aux dépens de marais côtiers.
Près de 25 % de la population du Canada et environ 55 % des États-Unis vivent en régions côtières. Les écosystèmes côtiers sont parmi les réservoirs les plus riches de diversité biologique marine et procurent d'importants biens et services écosystémiques. L'urbanisation de ces systèmes fragiles entraîne leur dégradation, l'exploitation des ressources marines et la pollution. Les activités terrestres apportent un excès d'azote, la diminution drastique des zones de pêche y sont particulièrement préoccupants : 21 des 43 stocks de poissons de fond de l'Atlantique Nord canadien sont en déclin et près d'un tiers des pêcheries gérées par les autorités fédérales américaines sont surexploitées.

### Quelques cas de restaurations des marais salés
- Les marais irakiens représentent l’un des plus grands écosystèmes de zones humides du monde. Le Marais irakien (le « pays entre les deux fleuves » : la Mésopotamie) était considéré comme le Jardin d’Éden biblique. Après une décennie de déclin et la disparition presque totale des marais de Mésopotamie (régime de Saddam Hussein), près de 40 % de la surface de 1970 a été reconquise. Le considérable désastre écologique et humain (habitat d’une civilisation vieille de 5 000 ans, héritière des Babyloniens et des Sumériens), a privé les Arabes des marais de leur mode de vie ancestral et de leur ressource alimentaire principale. Le projet du PNUE, Soutien pour la gestion environnementale des Marais Irakiens, aide les Irakiens à restaurer les marais et à les gérer[21],[22],[23],[24].
- Les Everglades (Floride du Sud) était autrefois un territoire de 23 000 km2 de marais. Le réseau de cours d'eau, de lacs et marais de la région Kissimmee-Okeechobee-Everglades régulait le flux de l'eau, atténuait les crues saisonnières, filtrait les sédiments et abritait une riche biodiversité. En 1948, le gouvernement fédéral commence le drainage des Everglades en construisant digues et canaux en vue du développement de l'agriculture (canne à sucre, fruits tropicaux et légumes d'hiver). En 1979, les populations d'échassiers (hérons, aigrettes et cigognes) avaient diminué de 90 % ; en 1998, 68 espèces étaient menacées d'extinction et, quelque 10 millions d'alligators tués entre 1960 et 1965. Depuis 1998, le corps du Génie de l'Armée des États-Unis (US Army Corps of Engineers) participe au rétablissement du fonctionnement naturel des Everglades (7,8 milliards de dollars pour la première étape de restauration écologique, l'ensemble devrait durait une trentaine d'années)[25].

### Dépoldérisation
Avec la perspective de la remontée du niveau de la mer, la question de la dépoldérisation apparaît sur tous les sites de marais maritimes aménagés (voir).
- Les marais hollandais
- Les marais picards[27],[28]
- Les marais normands[29]
- Les marais atlantiques

## Législation et gestion

### Convention de Ramsar
La Convention relative aux zones humides d'importance internationale (convention Ramsar, 1971) vise à assurer l'utilisation rationnelle et durable des ressources en zones humides et à garantir leur conservation. En 40 ans, quelque 2131 zones humides d'importance internationale ont été désignées, notamment des zones transfrontalières ou des voies de migration d'oiseaux ou de poissons. Le texte fondateur déclare que « Les Parties contractantes, Reconnaissant l'interdépendance de l'Homme et de son environnement ; Considérant les fonctions écologiques fondamentales des zones humides en tant que régulateurs du régime des eaux et en tant qu'habitats d'une flore et d'une faune caractéristiques et, particulièrement, des oiseaux d'eau ; Convaincues que les zones humides constituent une ressource de grande valeur économique, culturelle, scientifique et récréative, dont la disparition serait irréparable ; Désireuses d'enrayer, à présent et dans l'avenir, les empiétements progressifs sur ces zones humides et la disparition de ces zones ; Reconnaissant que les oiseaux d'eau, dans leurs migrations saisonnières, peuvent traverser les frontières et doivent, par conséquent, être considérés comme une ressource internationale ; Persuadées que la conservation des zones humides, de leur flore et de leur faune peut être assurée en conjuguant des politiques nationales à long terme à une action internationale coordonnée ; Sont convenues de ce qui suit : […]
- selon l'article 2, « le choix des zones humides à inscrire sur la liste devrait être fondé sur leur importance internationale au point de vue écologique, botanique, zoologique, limnologique ou hydrologique. Devraient être inscrites, en premier lieu, les zones humides ayant une importance internationale pour les oiseaux d'eau en toutes saisons », les marais maritimes constituent toujours des réserves ornithologiques remarquables tant pour les oiseaux de mer que littoraux.
- selon l'article 3, « les parties contractantes élaborent et appliquent leurs plans d'aménagement de façon à favoriser la conservation des zones humides inscrites sur la liste et, autant que possible, l'utilisation rationnelle des zones humides de leur territoire » (il y a 168 parties contractantes en 2013).
- selon l'article 4, « chaque partie contractante favorise la conservation des zones humides et des oiseaux d'eau en créant des réserves naturelles dans les zones humides, que celles-ci soient ou non inscrites sur la Liste, et pourvoit de façon adéquate à leur surveillance ».

### Loi française sur l'eau
Selon l'article 2 de la loi sur l'eau du 3 janvier 1992, les zones humides constituent des « terrains, exploités ou non, habituellement inondés ou gorgés d'eau douce, salée ou saumâtre de façon permanente ou temporaire ; la végétation, quand elle existe, y est dominée par des plantes hygrophiles pendant au moins une partie de l'année ».
Les zones humides abritent en France métropolitaine environ 25 % de la biodiversité mais comptent parmi les habitats écologiques qui ont le plus régressé (- 67 % en France métropolitaine au cours du XXe siècle), selon le ministère chargé de l'environnement. Ces zones humides continuent globalement à se dégrader selon l'observatoire de la biodiversité.
Les sites de marais maritimes protégés en France sont :